# Leslie Jones (komiker)
Leslie Jones, född 7 september 1967 i Memphis i Tennessee, är en amerikansk komiker och skådespelare. Mellan 2014 och 2019 var hon en del av skådespelarensemblen i sketchprogrammet Saturday Night Live, som hon blivit tvåfaldigt Emmy-nominerad för.

## Biografi

### Uppväxt
Leslie Jones föddes i Memphis i Tennessee. Hennes far gick med i USA:s armé och hennes familj flyttade ofta. Familjen flyttade till Los Angeles när hennes far tog ett jobb på Stevie Wonders radiostation KJLH som tekniker. Jones gick på high school på Lynwood, Kalifornien och hennes far ville att hon skulle utöva idrott eftersom hon är 180 cm lång. Hon gick på Chapman University med ett basketstipendium och flyttade till Colorado State University när hennes tränare lämnade Chapman för Colorado State. Hon hade tänkt att bli advokat men ändrade sig ett antal gånger och studerade bland annat datavetenskap och revisor innan hon bestämde sig för kommunikation. På Chapman arbetade Jones som DJ på radio. Hon var osäker på vad hon ville göra och övervägde möjligheten att spela basketboll utomlands.

### Ståupp och Saturday Night Live
Jones började med ståuppkomik redan på college 1987 och där ansågs hon vara roligast på skolan och vann en tävling. Efter flytten till Los Angeles började hon uppträda på komediklubbar medan hon arbetade som servitris och bud. Komikerna Mother Love och Dave Chappelle såg potentialen i henne och bad henne flytta till New York för att finslipa sin talang, vilket hon gjorde i två år innan hon återvände till Los Angeles. Hon åkte sen med Jamie Foxx på en turné där hon blev utbuad av hans publik. Detta fick henne att sluta uppträdda i tre år. Hon började sen uppträda igen tills hon 2010 började få huvudakten på viktiga klubbar och 2012 såg Chris Rock henne uppträdda och tyckte hon var så bra att han hjälpte henne till en audition på Saturday Night Live, som hon klarade och fick jobbet.
På Saturday Night Live började hon som manusförfattare och vid hennes första framträdande i programmet skapade hennes skämt kontroverser. 2014 blev hon anställd som skådespelare. Hon var då 47 år och den äldsta i programmets historia att bli anställd i ensemblen. Detta var första gången programmet hade mer än en svart kvinnlig komiker i ensemblen och första gången fem svarta personer var med samtidigt. Både 2017 och 2018 blev Jones nominerad till en Emmy för bästa biroll i en komediserie. Hon lämnade programmet 2019.

### Ghostbusters
Jones har medverkat i flera filmer och TV-serier under sin tid som ståuppkomiker och Saturday Night Live-medlem. Hon var till exempel med i rapparen Master P:s film Repos (2006) och i Chris Rocks regidebut Top Five (2014) där hon fick ett gott mottagande. På grund av sin insats i Top Five fick hon en roll i filmen Trainwreck (2015). Rollen var till och med skriven med Jones i åtanke. Under sommar-OS 2016 tweetade och postade Jones sina reaktioner. Det blev så populärt att hon fick åka dit och vara reporter för NBC. Det fick hon också göra vid vinter-OS 2018.
2016 syntes Jones i Ghostbusters. Det var en reboot av filmen med samma namn från 1984 och man hade bytt ut huvudrollsinnehavarna mot kvinnor. Filmen fick på grund av det en hatkampanj emot sig för att rösta ned filmens betyg på internet. Till exempel kom trailern att bli en av de mest ogillade på Youtube. På IMDB röstades betyget ner långt innan filmen hade haft premiär och någon ens hade sett den. Skådespelarna utsattes för så mycket hat på Twitter att regissören Paul Feig var tvungen att svara att de skulle lämna hans ensemble i fred. Amerikanska journalister som granskade och analyserade inlägg och kommentarer kom fram till att kritiken mot filmen var enkelspårig och nästan uteslutande bestod av kvinnohat och anti-feminism.

Jones blev extra utsatt för hatet och mottog inte enbart sexistiska och misogyna kommentarer utan även rasistiska. Hatet blev så urspårat att Twitter satte in extra åtgärder för Jones och stängde till exempel av den högerextrema krönikören Milo Yiannopoulos. Hon kände sig tvungen att lämna Twitter när hatkommentarerna blev överväldigande. På Late Night with Seth Meyers talade hon ut och sade:
"Hets mot folkgrupp och yttrandefrihet är två olika saker"
En månad efter blev hon återigen attackerad. Denna gång hackades hennes hemsida och sidan blev utbytt mot att visa upp hennes körkort och fejkade nakenbilder på Jones. Det lades också upp en video på gorillan Harambe som blev dödad samma år, som en rasistisk liknelse. Hemsidan plockades snabbt ner. Attackerna startade hashtagen #LoveForLeslieJ som trendade på både Twitter och Instagram. Flera fans och kändisar stod bakom, däribland Paul Feig, Ellen DeGeneres, Hillary Clinton, Katy Perry, Octavia Spencer och Lena Dunham.

### Vidare karriär
Jones har sedan gjort rösten i både Sing (2016) och The Angry Birds Movie 2 (2019). Hon spelade sen mot Eddie Murphy i En prins i New York 2 (2021).

## Filmografi (i urval)

### Film
| År   | Film                            | Roll                 | Notis                                               |
| ---- | ------------------------------- | -------------------- | --------------------------------------------------- |
| 1987 | Home Is Where the Hart Is       | Night Nurse          |                                                     |
| 1998 | Wrongfully Accused              | Sergeant Tina Bagley |                                                     |
| 1998 | Sploosh                         |                      | Kortfilm                                            |
| 1998 | Does That Make Me a Bad Person? | Marilyn Dukekne      | Kortfilm                                            |
| 1999 | For Love of the Game            | okrediterad          |                                                     |
| 2000 | A Feeling Called Glory          | Vapid Nurse          | Kortfilm                                            |
| 2003 | National Security               | Britney              |                                                     |
| 2003 | A Guy Thing                     | Sales Employee       |                                                     |
| 2006 | Repos                           | Lay La               | Krediterad som Annette Jones                        |
| 2007 | Gangsta Rap: The Glockumentary  | Mamma Rag            |                                                     |
| 2008 | Internet Dating                 | Too Sweett Jones     |                                                     |
| 2010 | Something Like a Business       | Vanity               |                                                     |
| 2010 | Lottery Ticket                  | Tasha                |                                                     |
| 2010 | The Company We Keep             | Beverly Blue         |                                                     |
| 2012 | House Arrest                    | Boss Lady            |                                                     |
| 2014 | Top Five                        | Lisa                 |                                                     |
| 2015 | We Are Family                   | Leslie               |                                                     |
| 2015 | Trainwreck                      | Angry Subway Patron  |                                                     |
| 2016 | Ghostbusters                    | Patty Tolan          |                                                     |
| 2016 | Sing                            | Ms. Crawl            | Röstroll                                            |
| 2016 | Masterminds                     | Detective            |                                                     |
| 2019 | The Angry Birds Movie 2         | Zeta                 | Röstroll                                            |
| 2021 | En prins i New York 2           | Mary Junson          | Vann – MTV Movie Award for Best Comedic Performance |
| 2023 | Good Burger 2                   | Charlotte Reed       |                                                     |

### TV
| År        | Titel                              | Roll                 | Notis |
| --------- | ---------------------------------- | -------------------- | --- |
| 1996      | In the House                       | Basketspelare        | Okrediterad, Avsnitt: "Hoop Screams"                                                                                            |
| 1997      | Coach                              | Okrediterad          | Avsnitt: "It's a Swamp Thing |
| 2001      | Dark Angel                         | Waitress             | Avsnitt: "Boo" |
| 2004      | Girlfriends                        | Mabel                | Avsnitt: "Love, Peace & Hair Grease"                                                                                            |
| 2007      | Mind of Mencia                     | Brownsugar           | 2 avsnitt |
| 2007      | American Body Shop                 | Roshanda Washington  | Avsnitt: "Fluids" |
| 2010      | Chelsea Lately                     | Sig Själv (panelist) | Avsnitt: "Crispin Glover" |
| 2012      | Daddy Knows Best                   | Angry Woman          | Avsnitt: "Taser" |
| 2013      | Sullivan & Son                     | Bobbie               | Avsnitt: "Acceptance" |
| 2013      | The League                         | Stand Up Student     | Avsnitt: "The Bringer Show" |
| 2014–2019 | Saturday Night Live                | Olika roller         | Medlem och manusförfattare Nominerad – Writers Guild of America Award for Outstanding Writing in a Comedy/Variety Series (2015) |
| 2014      | Workaholics                        | Lynette              | Avsnitt: "The One Where the Guys Play Basketball and Do the Friends Title Thing"                                                |
| 2015      | The Awesomes                       | Silent But Deadly    | Röst, avsnitt: "The Final Showdown"                                                                                             |
| 2016      | The Blacklist                      | Citizen              | Avsnitt: "Lady Ambrosia" |
| 2018      | Kevin (Probably) Saves the World   | Cindy                | Avsnitt: "The Right Thing" |
| 2020      | Supermarket Sweep                  | Programledare        | |
| 2020      | RuPaul's Drag Race                 | Som sig själv        | Avsnitt: The Ball Ball |
| 2020      | RuPaul's Drag Race: Untucked       | Som sig själv        | Avsnitt: The Ball Ball |
| 2021      | Celebrity Wheel of Fortune         | Som sig själv        | Avsnitt: "Leslie Jones, Chandra Wilson och Tony Hawk"                                                                           |
| 2021      | 2021 MTV Movie & TV Awards         | Programledare        | |
| 2021      | Last Week Tonight with John Oliver | Herself              | Avsnitt: "Hair" |
| 2022      | Our Flag Means Death               | Spanish Jackie       | |
| 2023–2024 | The Daily Show                     | Gäst                 | 3 avsnitt |
| 2023      | BMF                                | Tracy Chambers       | 2 avsnitt |
| 2023      | Hit-Monkey                         |                      | Röstroll |